# Tipula (Eumicrotipula) redunca
Tipula (Eumicrotipula) redunca is een tweevleugelige uit de familie langpootmuggen (Tipulidae). De soort komt voor in het Neotropisch gebied.